# ニュースリアルKANSAI
『ニュースリアルKANSAI』（ニュースリアル・カンサイ）は、2015年3月30日から2018年3月29日まで、テレビ大阪で平日の17時台に放送されていたローカルワイドニュース番組。放送時間は、17:13 - 17:30（毎週月曜日 - 木曜日、JST。2016年10月7日以降は17:15 - 17:30）。編成上は、平日16:54 - 17:13（2016年8月8日以降は16:54 - 17:15）に放送しているテレビ東京系列夕方ニュース枠（2016年11月4日までは『NEWSアンサー』→2016年11月7日以降は『ゆうがたサテライト』）の後に続く関西ローカルニュースに当たる。
このページでは、2015年3月27日から2017年3月31日まで毎週金曜日に放送されていた『ニュースリアルFRIDAY』（ニュースリアル・フライデー）と、2016年4月2日（土曜日）から2019年3月31日（日曜日）まで毎日定時に放送するスポットニュース番組『ニュースリアルPLUS』（ニュースリアル・プラス）→『ニュースPLUS』（ニュースプラス）についても述べる。

## 概要
2015年3月26日（木曜日）まで放送されていた『夕刊7チャンネル』を母体に、同番組の放送枠を継承。同番組に続いて堀奈津子（気象予報士）が気象キャスターを務めるほか、2017年3月23日（木曜日）までは、当時テレビ大阪の契約アナウンサーだった鈴木理加がキャスターを続投していた。
後述する『ニュースリアルFRIDAY』の終了や、鈴木の契約期間満了によるテレビ大阪からの退社を背景に、2017年3月27日（月曜日）放送分からリニューアルを実施。放送上の番組タイトルを『ニュースリアル』に改めたほか、『ニュースリアルFRIDAY』後期のサブキャスターだった庄野数馬をMC（メインキャスター）、井下育恵・中川栞（いずれも同局アナウンサー）をサブキャスターに抜擢した。琉球朝日放送から契約アナウンサーとして同月に移籍した中川にとっては、当番組が移籍後初のレギュラー番組に当たる。しかし、庄野がテレビ大阪の就業規則違反の処分を受けたため2017年12月20日（水曜日）放送分で降板。翌21日（木曜日）以降の放送では、井下が単独でMCを務めていた。
なお、庄野は2017年12月26日付で、編成局アナウンス部から編成局長付へ異動。この異動を機にアナウンス業務を離れたため、2018年の初回放送（1月4日・木曜日）からは、アナウンス部長の千年屋俊幸がMCに加わった。
当番組は、2018年3月29日（木曜日）放送分で終了。井下も、テレビ大阪との契約期間満了（同月31日）を機に退社した。なお、テレビ大阪では放送終了の翌週（4月2日）から、毎週月 - 金曜日の16:44 - 16:54・17:15 - 17:25（16:54 - 17:15は『ゆうがたサテライト』〈テレビ東京制作〉の全国ネットパートのため中断）に『やさしいニュース』を新たに編成。当番組最後期（同年1月以降）のキャスター陣から千年屋・中川・堀を続投させる一方で、福谷清志（テレビ大阪アナウンサー）と川北円佳（山口朝日放送から4月1日付で契約アナウンサーとしてテレビ大阪へ移籍）をキャスターに加えた。

### 出演者

#### 番組終了時点での出演者
- MC（メインキャスター）
  - 井下育恵（出演時点ではテレビ大阪アナウンサー） -　2017年3月27日から12月20日までサブキャスター、同年12月21日・26日放送分では単独でMCを担当した。2016年4月1日からテレビ大阪と結んでいた有期雇用契約が2018年3月31日付で満了する[7]ため、当番組には最終回まで出演した。
  - 千年屋俊幸（同上） - 2018年1月4日から、井下とのコンビで担当。
- サブキャスター：中川栞（テレビ大阪アナウンサー）- 2017年3月27日から出演。実際には、井下と交互にスタジオでキャスターを務めた。
- 気象キャスター：堀奈津子（気象予報士） - 番組開始当初から最終回まで出演

#### 番組終了時点よりも前の出演者
いずれも歴代のメインキャスターで、出演時点ではテレビ大阪アナウンサー。
- 鈴木理加（2015年3月29日 - 2017年3月23日）
- 庄野数馬（2017年3月27日 - 12月20日）[8]

## 『ニュースリアルFRIDAY』
2014年11月28日・2015年1月30日に放送の『報道特番 大阪の大問題』を母体に、同じ放送枠（金曜日17:13 - 18:00）で放送を開始。2016年4月1日からは、放送時間を17:13 - 17:55（JST）に変更している。
番組開始から2016年9月23日放送分までは、『報道特番 大阪の大問題』でもコンビを組んでいた長谷川豊（奈良県出身のフリーアナウンサー）がメインキャスター、鈴木がサブキャスターを担当。長谷川が人工透析患者をめぐるブログ記事により非難を浴び降板した後の2016年9月30日放送分からは、鈴木をMC（メインキャスター）、庄野をサブキャスターに起用していた。
2017年3月31日放送分で終了。翌週（4月7日）からは、『金曜報道スペシャル』を編成するとともに、庄野がメインキャスターとして同年12月15日放送分まで出演していた。

### 放送時間
- 2015年3月27日 - 2016年4月1日 毎週金曜日 17:13 - 18:00
- 2016年4月8日 - 2016年11月4日 毎週金曜日 17:13 - 17:55（JST）
- 2016年11月11日 - 2017年3月24日 毎週金曜日 17:15 - 17:55（JST）

### 出演者

#### 番組終了時点での出演者

##### キャスター
- MC（メインキャスター）：鈴木理加（出演時点ではテレビ大阪アナウンサー） - 番組開始から2016年9月23日放送分までは、サブキャスターを担当。
- サブキャスター：庄野数馬（出演時点ではテレビ大阪アナウンサー、2016年9月30日放送分から出演）
- 気象キャスター：堀奈津子（気象予報士）

##### コメンテーター
- 蟹瀬誠一（ジャーナリスト、元ニュースキャスター）
- 須田慎一郎（経済ジャーナリスト）

#### 番組終了時点よりも前の出演者
- メインキャスター：長谷川豊[11]（2015年3月27日 - 2016年9月23日）

## 『ニュースリアルPLUS』→　『ニュースPLUS』
テレビ大阪では、毎日のプライムタイムに、単独番組として6分間の定時ローカルニュース枠を編成。在阪の民放テレビ局では唯一の編成で、2016年4月1日（金曜日）までは、『NEWSα』というタイトルで最新のニュース1項目と天気予報を伝えてきた。
2016年4月2日（土曜日）からは、上記の編成を維持したまま、タイトルを『ニュースリアルPLUS』に変更。『NEWSα』から放送枠を移動させる曜日がある一方で、『ニュースリアルKANSAI（FRIDAY）』を編成しない土曜日・日曜日にも、定時のローカルニュースとして放送する。なお、スタジオセットは、全曜日を通じて『ニュースリアルKANSAI（FRIDAY）』と共用する。
タイトルロゴには、『ニュースリアルKANSAI』の初代ロゴに沿ったデザインを採用。『ニュースリアル』への改称後も使用を続けていた。『ニュースリアル』の終了を機に、『ニュースリアルPLUS』としては、2018年3月31日（土曜日）放送分で終了。
2018年4月1日（日曜日）からは、『ニュースリアルPLUS』時代の放送曜日・放送枠・スタジオセットを維持したまま、番組タイトルから「リアル」を省いた『ニュースPLUS』（タイトルロゴの表記は『news+』）として再スタートを切った。奇しくも、テレビ大阪と同じ在阪民放テレビ単営局の関西テレビでは、同月2日（月曜日）から火・日曜以外の曜日の夜のスポットニュースを『報道ランナープラス』というタイトルで放送する。
土・日曜日については、『ニュースリアルPLUS』まで、放送枠を夜間に編成。『ニュースPLUS』への改称後は、『やさしいニュース』が放送されていない夕方へ移動している。
2019年3月31日（日曜日）夕方の放送分で終了。翌4月1日（月曜日）からは、『やさしいニュースプラス』として、スポットニュースの放送を続ける。

### 出演者
平日夕方の報道番組（『ニュースリアルKANSAI（FRIDAY）』『金曜報道スペシャル』→『やさしいニュース』）のキャスターを含めて、テレビ大阪のアナウンサー1名が、シフト勤務で交互に担当。

### 放送時間
- 月曜日・木曜日 21:54 - 22:00
- 火曜日 22:54 - 23:00
- 水曜日 22:48 - 22:54
- 金曜日 20:54 - 21:00
- 土曜日 20:54 - 21:00 → 17:25 - 17:30
- 日曜日 21:48 - 21:54 → 17:25 - 17:30

特別編成などで前枠までの番組の放送時間を延長した場合には、放送枠のスライドか休止で対応する。